# مرسدس-بنز ئی‌کیوبی
مرسدس-بنز ئی‌کیوبی (انگلیسی: Mercedes-Benz EQB) یک خودروی لوکس کراس‌اوور باتری برقی است که از سال ۲۰۲۱ توسط خودروساز آلمانی مرسدس-بنز تولید می‌شود.

## بررسی
این خودرو عضو خانوادهٔ خودروهای برقی مرسدس-بنز ئی‌کیو است که طیف وسیعی از این خودروها را شامل می‌شود و تا سال ۲۰۲۲ شامل ۱۰ مدل جدید خواهد شد. مرسدس-بنز ئی‌کیوبی براساس مرسدس-بنز کلاس-جی‌ال‌بی ساخته شده‌است. ئی‌کیوبی در دو حالت محور جلو و چهار چرخ محرک عرضه می‌شود و می‌توان آن را با ۵ یا ۷ صندلی سفارش داد. ئی‌کیوبی‌های بازار چین توسط بنز پکن مونتاژ می‌شوند و برای بازارهای دیگر، برخلاف جی‌ال‌بی که در COMPAS، سرمایه‌گذاری مشترک دایملر آگ-نیسان در کشور مکزیک تولید می‌شود، در خط تولید مرسدس-بنز در کچکه‌مت در کشور مجارستان تولید می‌شود. مرسدس-بنز ئی‌کیوبی قرار است در سال ۲۰۲۱ و با مدل سال ۲۰۲۲ در چین و اروپا عرضه شود. در سایر کشورها، ئی‌کیوبی در سال ۲۰۲۲ و با مدل سال ۲۰۲۳ عرضه خواهد شد.